# Vierge à la chandelle
La Vierge à la chandelle (Madonna della Candeletta) est une Vierge à l'Enfant, une peinture à la détrempe et à l'or sur panneau en bois (218 × 75 cm) de Carlo Crivelli, datant de 1490 environ et conservée à la Pinacothèque de Brera à Milan. C'est le compartiment central du polyptyque du Duomo de Camerino. Il est signé KAROLUS CHRIVELLUS VENETUS EQUES [L]AUREATUS PINXIT.

## Histoire
Le contrat pour la commande à Carlo Crivelli d'un polyptyque pour l'autel central de la cathédrale de Camerino est daté du 10 mai 1488. Il indique des mesures de 10 pieds (3,4 mètres) de large par 13 ou 14 pieds (4,7 mètres) de haut. La signature sur le retable central montre comment l'artiste a fièrement apposé le titre de eques laureatus, ou « chevalier » qui lui a été attribué en 1490 par Ferdinand d'Aragon, de sorte que l'achèvement de l'œuvre est certainement postérieure.
On sait peu de choses sur les événements historiques de cette machine d'autel complexe. Toutefois, une lettre adressée le 16 mai 1548 au chapitre de la cathédrale par l'évêque Berardo Bongiovanni et conservée dans les archives diocésaines de Camerino,  permet de conclure que le retrait du polyptyque du maître-autel avait déjà eu lieu cette année-là, dans le cadre du réaménagement fonctionnel et décoratif du presbytère souhaité par le prélat. D'autres documents conservés dans les archives de la Curie confirment qu'au XVIIIe siècle, l'œuvre n'était pas sur le maître-autel et que des parties de celui-ci ont probablement été placées sur l'envers de la façade de l'église. Lorsque l'église a été détruite par un tremblement de terre en 1799, le tableau a été endommagé et a été déplacé à l'église San Domenico.
C'est là que les commissaires de Napoléon ont prélevé les œuvres pour les emmener au musée Brera de Milan. On sait que la partie centrale, dite Madonna della Candeletta, les saints Ansovino et Girolamo (panneau parvenu à la Galeries de l'Académie de Venise) et la Crucifixion, inventoriés respectivement sous les numéros 713, 714 et 712, sont parvenus au musée. Le dernier panneau est aujourd'hui considéré comme étranger au polyptyque.

## Description et style
la Vierge est assise avec l'Enfant sur ses genoux sur un somptueux trône de marbre, avec une niche végétale de feuilles et de fruits et un dossier en tissu, tenant une poire, symbole de la douceur de la rédemption ou une allusion au fruit défendu. L'œil du spectateur parcourt la table de haut en bas, ne trouvant jamais de repos sauf dans les incarnations du visage délicat de Marie, de ses mains et de la figure de l'Enfant. Elle apparaît statuaire, élégamment vêtue et coiffée d'une couronne. Son visage de forme ovale ne montre aucune émotion en contraste avec la figure enfantine de l'Enfant au regard mélancolique aux prises avec une poire, peut-être arrachée à la guirlande. Tout est décoration, des guirlandes aux tissus richement damassés de différentes couleurs et des bijoux aux miroirs tachetés du marbre. En descendant vers la base du trône se trouvent une pêche, un vase rempli de fleurs symboliques (le lis de la Virginité de Marie, des roses mariales rouges et blanches, symboles de la Passion et de la Pureté), quelques cerises, une rose, l'inscription de la signature et la fine chandelle qui donne son titre à l'œuvre. Ce sont des objets symboliques, mais aussi des preuves de l'habileté de l'artiste, qui semble presque inviter le spectateur à tendre la main pour ramasser ces objets tendus vers lui.
Tout vise à donner un sentiment de vertige, de la surabondance décorative, avec la profusion d'ors et de rouges, aux fruits anormaux, jusqu'à la perspective à la flamande, irréellement penchée en avant qui crée un espace illusionniste. À cette époque, Crivelli est au sommet de sa gloire dans les Marches, ayant consolidé un langage pictural qui, tout en s'appuyant sur les innovations de la Renaissance et sur la virtuosité coloristique développée à Venise et à Padoue, s'attarde à plaire aux goûts du gothique tardif des mécènes friands de l'or scintillant des tableaux, du raffinement des tissus portés par les personnages et des détails empruntés aux différents arts.

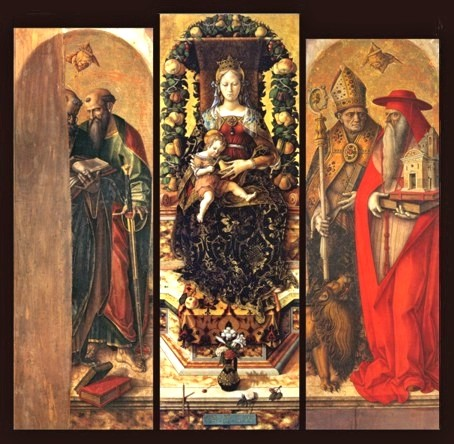
Le polyptyque du Duomo de Camerino.
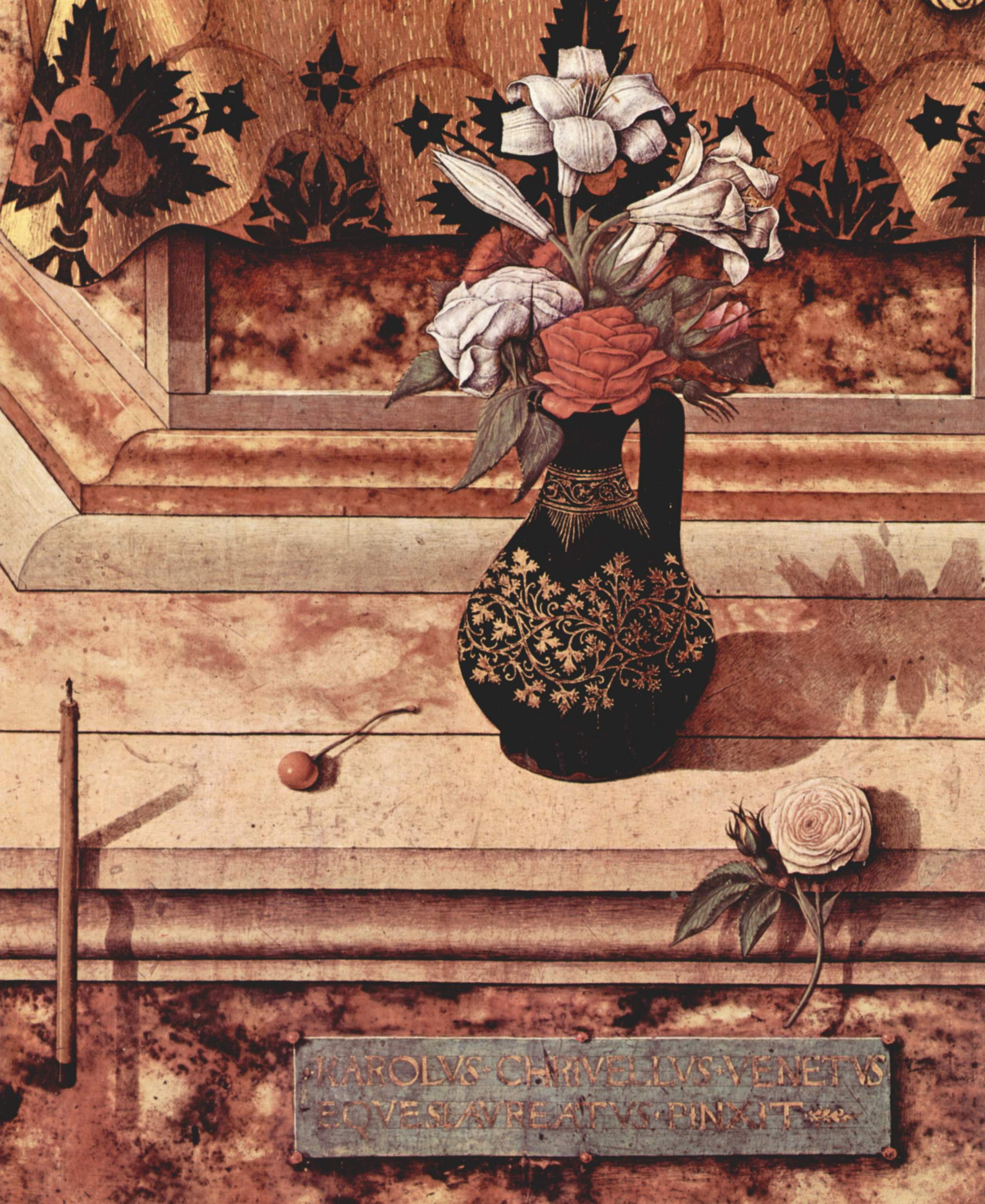
Détail.

## Source de traduction
- (it) Cet article est partiellement ou en totalité issu de l’article de Wikipédia en italien intitulé « Madonna della Candeletta » (voir la liste des auteurs).